# Sieg
Il Sieg è un fiume che scorre nella Renania Settentrionale-Vestfalia e nella Renania-Palatinato, in Germania. È un affluente destro del Reno ed è lungo 153 km.
Il corso d'acqua nasce tra i monti del complesso del Rothaargebirge quindi si dirige a sud-ovest attraversando la città di Siegen e le colline dello Siegerland, che rendono il nome dal fiume. Il fiume successivamente segna il confine tra la regione del Bergisches Land a nord e il Westerwald a sud. Il corso del Sieg è parte di un'area protetta ad est di Bonn. Dopo aver attraversato le città di Hennef e Siegburg sfocia infine nel Reno vicino a Niederkassel/Mondorf, alcuni chilometri a nord del centro di Bonn.